# Sami Lepistö
Sami Lepistö, född 17 oktober 1984 i Esbo, är en finländsk professionell ishockeyspelare som spelar för Luleå hockey i SHL. Lepistö blev draftad av Washington Capitals i den tredje rundan i 2004 års draft som nummer sextiosex totalt.

## Klubbar
- Jokerit Moderklubb–2007
- Hershey Bears 2007–2009
- Washington Capitals 2007–2009
- Phoenix Coyotes 2009–2011
- Columbus Blue Jackets 2010–2011
- Chicago Blackhawks 2011–2012
- Lokomotiv Jaroslavl 2012–2013
- HC Lev Praha 2012–2013
- Avtomobilist Jekaterinburg 2013–2015
- Salavat Julajev Ufa 2015–